# Richey
Richey és una població dels Estats Units a l'estat de Montana. Segons el cens del 2000 tenia 189 habitants.

## Demografia
Segons el cens del 2000, Richey tenia 189 habitants, 92 habitatges, i 59 famílies. La densitat de població era de 270,3 habitants per km².
Dels 92 habitatges en un 25% hi vivien nens de menys de 18 anys, en un 56,5% hi vivien parelles casades, en un 4,3% dones solteres, i en un 34,8% no eren unitats familiars. En el 34,8% dels habitatges hi vivien persones soles el 16,3% de les quals corresponia a persones de 65 anys o més que vivien soles. El nombre mitjà de persones vivint en cada habitatge era de 2,05 i el nombre mitjà de persones que vivien en cada família era de 2,6.
Per edats la població es repartia de la següent manera: un 18,5% tenia menys de 18 anys, un 4,8% entre 18 i 24, un 23,3% entre 25 i 44, un 31,7% de 45 a 60 i un 21,7% 65 anys o més.
L'edat mediana era de 47 anys. Per cada 100 dones de 18 o més anys hi havia 97,4 homes.
La renda mediana per habitatge era de 23.750 $ i la renda mediana per família de 33.000 $. Els homes tenien una renda mediana de 21.500 $ mentre que les dones 13.438 $. La renda per capita de la població era de 14.684 $. Aproximadament el 10% de les famílies i el 10% de la població estaven per davall del llindar de pobresa.

## Poblacions més properes
El següent diagrama mostra les poblacions més properes.